# EXID
EXID (coréen : 이엑스아이디), acronyme de Exceed In Dreaming, est un girl group sud-coréen de K-pop composé de cinq membres : Solji, LE, Hani, Hyelin et Junghwa. En 2020, les membres ont quitté Banana Culture pour rejoindre un nouveau label, poursuivant leurs activités sous une nouvelle direction.

## Biographie

### 2012: Débuts etHippity Hop
Formé par le producteur Shinsadong Tiger, EXID devait initialement débuter fin janvier, mais une légère blessure à la jambe droite de LE, survenue lors d'une répétition, a nécessité le report de leurs débuts.
Le 14 février, elles débutent avec le clip de Whoz That Girl, single écrit et produit par Shinsadong Tiger et Choi Gyu Sung.
En avril, trois membres ont décidé de quitter le groupe. Leur agence AB Entertainment explique que Yuji et Dami reprenaient leurs études et que Haeryung souhaitait de devenir une actrice.
Le 16 juillet, AB Entertainment a déclaré : « Il est prévu que EXID fasse son comeback vers la mi-août avec deux nouvelles membres ».
Le 14 août, EXID est de retour avec leur premier mini-album, Hippity Hop. Par la même occasion le clip vidéo du titre-phare, "I Feel Good", est mis en ligne.
Le 2 octobre, le groupe dévoile un nouveau single nommé Every Night. Il est une nouvelle version d’une chanson déjà présente sur leur dernier album. Deux jours plus tard, son vidéoclip est mis en ligne.

### 2013-2014: Sous-unité,Up & Downest montée en popularité
Le 11 février 2013, il est annoncé la création d'une sous-unité, Dasoni, composée de Solji et Hani. Quatre jours plus tard, elles sortent leur premier single Goodbye.

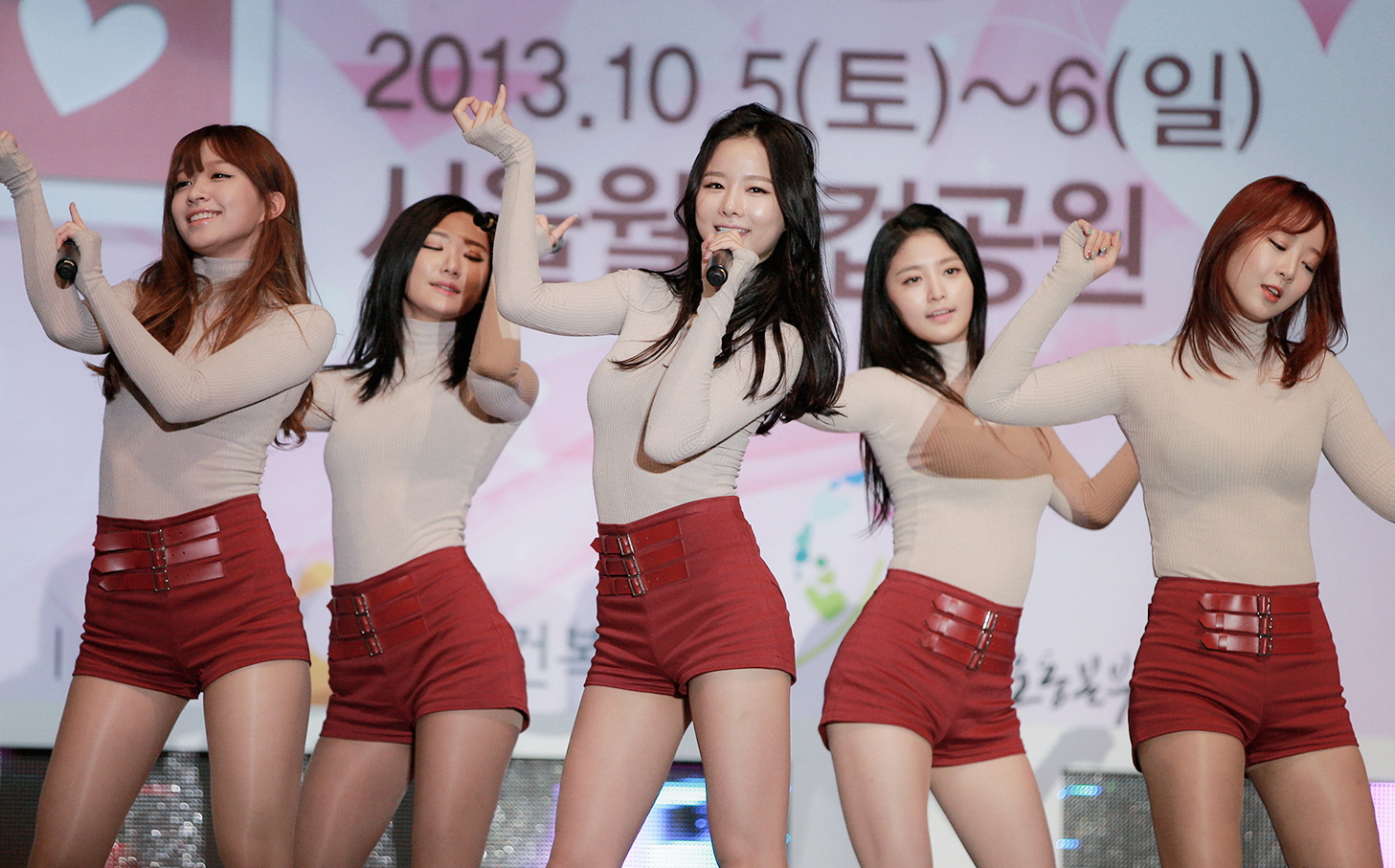
EXID en 2013.

Le 27 juin 2014, le groupe signe avec Yedang Entertainment pour ses activités en Corée du Sud.
Le 18 août, il est confirmé, à la suite de photos teasers postées plus tôt, que le groupe fera son retour le 27 août avec l’aide des producteurs Shinsadong Tiger et Namking Nang pour leur nouveau titre Up & Down. La chorégraphie est produite par l'équipe YAMA&HOTCHICKS. Le 27 août, le clip de Up & Down est mis en ligne.
Leur retour avec ce single n'a pas réussi à se maintenir longtemps dans le top 100 des sites de téléchargement. Néanmoins, à partir du 17 novembre, Up & Down a réintégré les classements dont celui de MelOn, où il atteint la 11e place le 22 novembre.[réf. souhaitée]
Selon les déclarations d’un porte-parole de l’agence, la raison de ce regain d’intérêt est due à des vidéos de Hani qui ont fait le buzz. En effet, la chorégraphie sexy retient particulièrement l'attention. Mise en ligne il y a un mois, cette performance filmée par un internaute se focalisant sur la chanteuse comptabilise alors plus de 30 millions de vues[réf. souhaitée].
À la suite de ce retour dans les classements, le groupe EXID, qui a célébré son 1000e jour d'existence ce mois-là, a exprimé sa gratitude envers ses fans et a organisé un concert de rue le 22 novembre pour les rencontrer.
Dans la lignée des engouements pour le titre, EXID apparait à Music Bank le 5 décembre et à Show! Music Core.

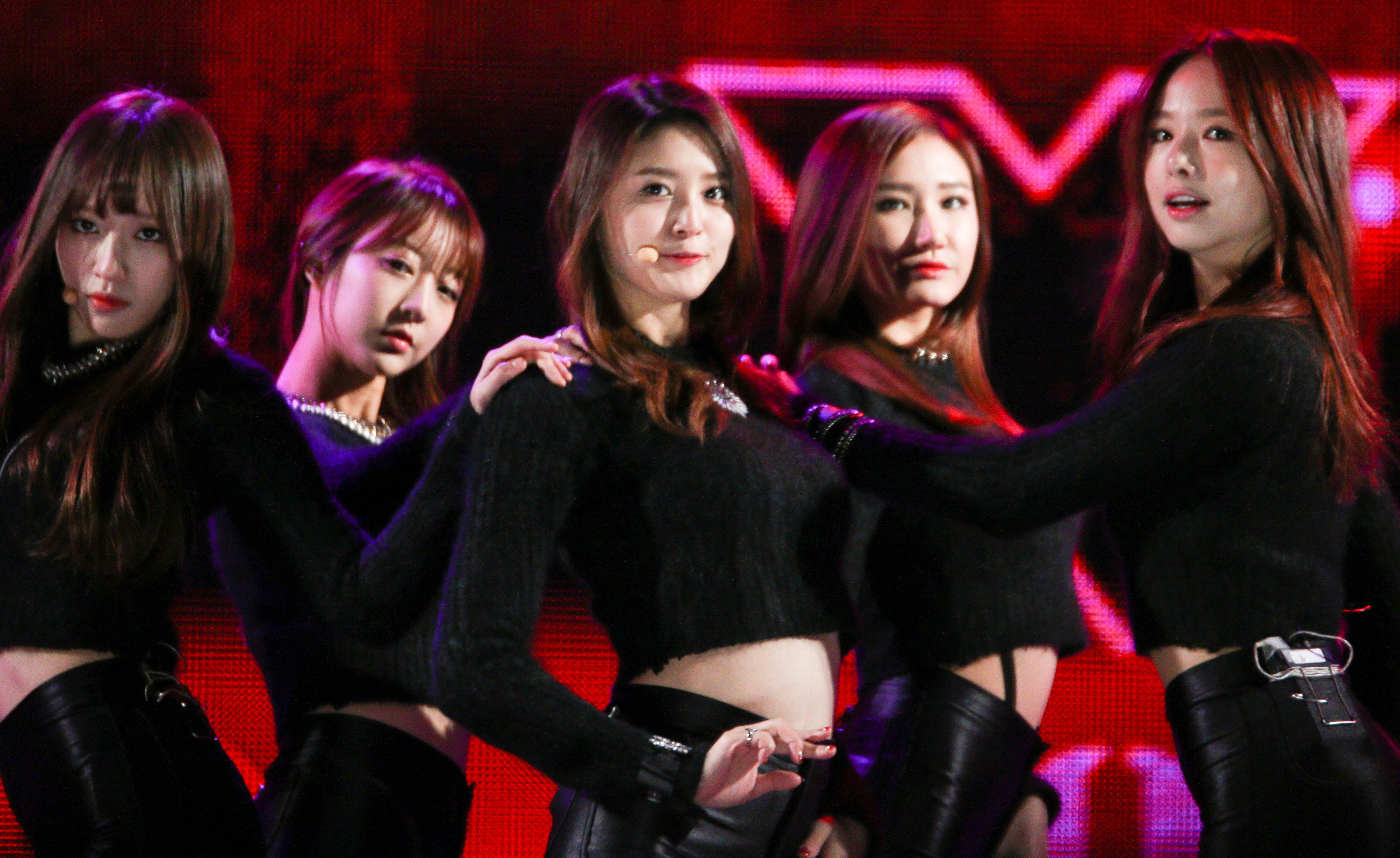
EXID sur scène.

### 2015:Ah YeahetHot Pink
Le 8 janvier 2015, le groupe remporte son premier trophée depuis ses débuts. Bien que l’émission de cette date ait été annulée en raison d’un programme spécial pour le lancement du drama musical "Perseverance, Goo Haera", Mnet a révélé le classement du M! Countdown où EXID remporte le trophée face au groupe Apink (seconde place) et GD X Taeyang des BIGBANG (3e place).
Le 16 février, un nouveau vidéoclip pour Up & Down est mis en ligne pour leur partenariat avec la compagnie sud-coréenne de télécommunication LG U+.
Le 21 février, les membres choisissaient la chanson de l'album qui allait être promu avant de commencer officiellement les préparations de ce nouveau single. Sa sortie est prévue pour la deuxième semaine d'avril.
Le 13 avril, le groupe sort son deuxième mini-album, Ah Yeah, et le vidéoclip du même nom est mis en ligne.
Le 18 novembre, les membres sont de retour avec le titre Hot Pink, accompagné de son vidéoclip. Il était originalement annoncé en juillet pour septembre.

### 2016-2017:Street,etFull Moon

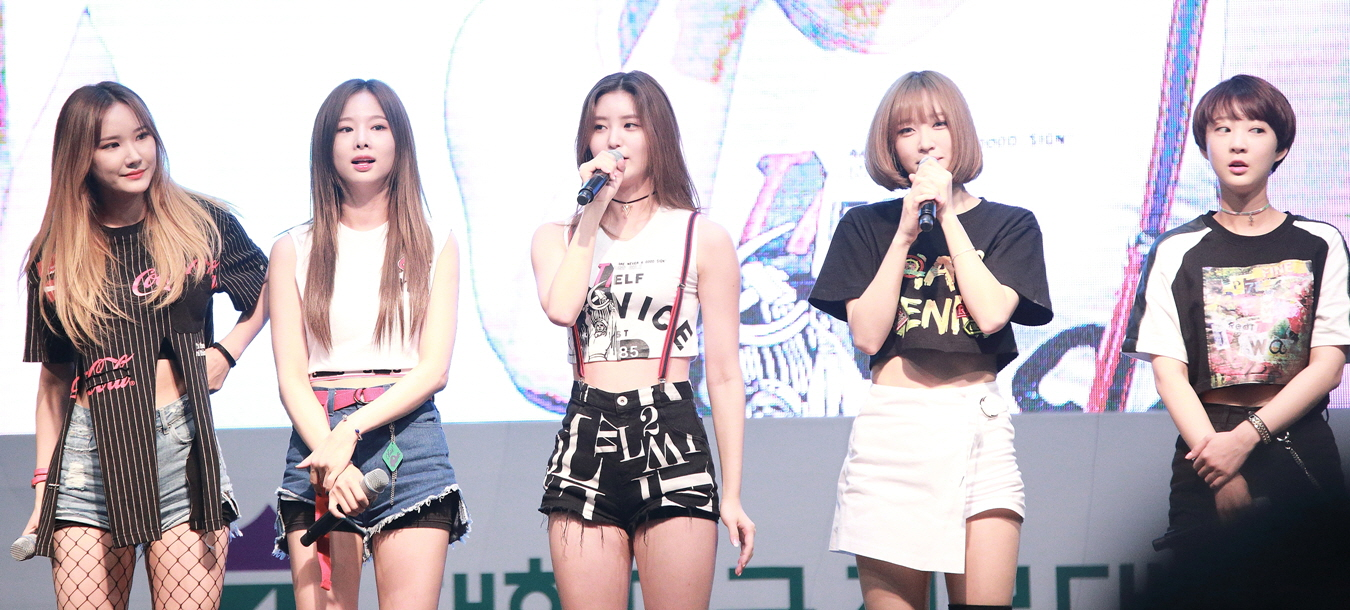
EXID en 2016

Le 1er juin, les jeunes femmes réalisent leur retour avec leur tout premier album baptisé Street. Le vidéoclip de sa nouvelle piste-phare, L.I.E, écrite et composée par Shinsadong Tiger, Bumi Nangi et LE elle-même, est mis en ligne.
Le 20 décembre, le groupe sort son premier single chinois Cream, puis son second single chinois Up & Down le 10 janvier 2017. Banana Cultura annonce que Solji sera en pause pour le reste de l'année après avoir été diagnostiqué d'hyperthyroïdie, et que le groupe continuera ses promotions à quatre.
Le 10 avril, EXID sort son troisième mini-album Eclipse et son titre Night Rather Than Day. L'album devient leur tout premier à rentrer dans le top 5 du Billboard World Albums Chart en débutant à la 4e place.
Durant l'été, le groupe commence sa tournée asiatique EXID Asia Tour 2017, se déroulant dans différents pays comme Singapour, Taiwan ou la Corée du Sud.
Full Moon, leur quatrième mini-album, sort le 7 novembre avec comme single DDD. Solji participe cette-fois aux enregistrements et séances photos, mais ne fait pas partie des promotions du groupe[réf. souhaitée].

### Depuis 2018: Début japonais et retour de Solji
Le groupe commence 2018 avec un projet qui dure toute l'année, re:flower, qui a pour but de remastériser leurs anciennes chansons d'albums qui n'ont pas eu de promotions comme Dreamer ou How Why.
Le 2 avril 2018, toujours en tant que quatuor, le groupe sort le single Lady. Puis un mois plus tard, leur agence annonce leur début japonais et la création d'un fanclub, en commençant par un showcase à Tokyo le 27 juin, et la sortie de Up & Down en japonais le 22 août suivi d'une tournée japonaise.
En juillet 2018, Solji participe à l'émission de MBC King Of Mask Singer, dont elle devient la 82ème gagnante, et reste dans l'émission jusqu'à 86ème victoire avant d'avouer qu'elle voulait faire son retour dans l'émission qui l'a amené à son succès. Banana Culture annonce qu'elle fait son grand retour officiel dans le groupe le 7 septembre, avec le 2018 Hallyu Pop Festival à Singapour. 
Le 11 novembre, le groupe fait son retour à cinq avec le single I Love You. La chanson débute à la 5ème place dans le Billboard World Digital Sales, qui leur plus haut classement jusqu'ici.
En février 2019, EXID commence son deuxième concert japonais 2019 EXID Valentine Japan Tour. Dans ce concert, elles performent leur deuxième single japonais Trouble, qui est la chanson principale de leur premier album studio japonais du même nom, sorti le 3 avril,.
Il est annoncé en mai 2019 que Jeonghwa et Hani ont décidé de ne pas renouveler leur contrats avec Banana Culture, mais que le groupe sortira leur cinquième et dernier mini-album WE le 15 mai avec la chanson Me & You. Cependant, il est dit que les membres ont décidé de faire la promotion de cet album, et qu'elles continueront leurs activités à cinq au Japon, en commençant par une tournée japonaise EXID Summer Live Tour et la sortie de Bad Girl For You en décembre 2019,.
Le 15 janvier 2020, Hyelin quitte Banana Culture, puis le 5 février, c'est au tour de Solji.
Elle revienne à cinq le 29 septembre 2022 avec le single X.
En mars 2025, le groupe se réunit pour performer la chanson Get up de Baby Vox dans l'émission Immortal Songs 2 lors de l'épisode spécial Artist Baby Vox.

## Membres
| Nom de scène | Nom de scène | Nom de naissance | Nom de naissance | Date de naissance | Nationalité  |
| Romanisé     | Coréen       | Romanisé         | Coréen           | Date de naissance | Nationalité  |
| ------------ | ------------ | ---------------- | ---------------- | ----------------- | ------------ |
| Solji        | 솔지         | Heo Sol-ji       | 허솔지           | 10 janvier 1989   | Sud-coréenne |
| LE           | 엘리         | Ahn Hyo-jin      | 안효진           | 10 décembre 1991  | Sud-coréenne |
| Hani         | 하니         | Ahn Hee-yeon     | 안희연           | 1er mai 1992      | Sud-coréenne |
| Hyelin       | 헤린         | Seo Hye-lin      | 서헤린           | 23 août 1993      | Sud-coréenne |
| Junghwa      | 정화         | Park Jung-hwa    | 박정화           | 8 mai 1995        | Sud-coréenne |

### Anciens membres
| Nom de scène | Nom de scène | Nom de naissance | Nom de naissance | Date de naissance | Nationalité  | Date de départ |
| Romanisé     | Coréen       | Romanisé         | Coréen           | Date de naissance | Nationalité  | Date de départ |
| ------------ | ------------ | ---------------- | ---------------- | ----------------- | ------------ | -------------- |
| Dami         | 다미         | Kang Hye-yeon    | 강혜연           | 8 décembre 1990   | Sud-coréenne | avril 2012     |
| Yuji         | 유지         | Jeong Yu-ji      | 정유지           | 2 janvier 1991    | Sud-coréenne | avril 2012     |
| Haeryung     | 해령         | Na Hae-ryeong    | 나해령           | 11 novembre 1994  | Sud-coréenne | avril 2012     |

## Discographie

### Album studio
| Titre          | Détails de l'album                                                     | Meilleures positions | Meilleures positions | Ventes         |
| Titre          | Détails de l'album                                                     | COR                  | US World             | Ventes         |
| -------------- | ---------------------------------------------------------------------- | -------------------- | -------------------- | -------------- |
| Street         | - Date de sortie : 1er juin 2016 - Labels : Banana Culture, Sony Music | 2                    | 9                    | - COR : 21 278 |
| Trouble        | - Date de sortie : 3 avril 2019 - Label : Tokuma Japan                 | —                    | —                    | - JAP : 4 831  |
| B.L.E.S.S.E.D. | - Date de sortie : 19 août 2020 - Label : Tokuma Japan                 | —                    | —                    | - JAP : 2 668  |

### Mini-albums (EPs)
| Titre                                                                                       | Détails de l'album                                                           | Meilleures positions | Meilleures positions | Meilleures positions | Ventes                               |
| Titre                                                                                       | Détails de l'album                                                           | COR                  | JPN                  | US World             | Ventes                               |
| ------------------------------------------------------------------------------------------- | ---------------------------------------------------------------------------- | -------------------- | -------------------- | -------------------- | ------------------------------------ |
| Hippity Hop                                                                                 | - Date de sortie : 13 août 2012 - Label : AB Entertainment                   | 13                   | —                    | —                    | - COR : 1 554                        |
| Ah Yeah                                                                                     | - Date de sortie : 13 avril 2015 - Labels : Yedang Entertainment, Sony Music | 5                    | 272                  | 12                   | - COR : 23 118 - JAP : Plus de 7 000 |
| Eclipse                                                                                     | - Date de sortie : 10 avril 2017 - Labels : Banana Culture, Sony Music       | 5                    | —                    | 4                    | - COR : 15 102                       |
| Full Moon                                                                                   | - Date de sortie : 7 novembre 2017 - Labels : Banana Culture, Sony Music     | 7                    | —                    | 6                    | - COR : 17 156                       |
| We                                                                                          | - Date de sortie : 15 mai 2019 - Labels : Banana Culture, Sony Music         | 3                    | —                    | 8                    | - COR : 24 472                       |
| X                                                                                           | - Date de sortie : 29 septembre 2022 - Labels : Sony Music                   | 14                   | —                    | —                    | - COR : 20 152                       |
| "—" montre qu'aucun classement n'a été atteint ou que ce n'est pas sorti dans cette région. |                                                                              |                      |                      |                      |                                      |

### Singles
| Titre                                                                                       | Année | Meilleures positions | Meilleures positions | Ventes                    | Album             |
| Titre                                                                                       | Année | COR                  | US World             | Ventes                    | Album             |
| ------------------------------------------------------------------------------------------- | ----- | -------------------- | -------------------- | ------------------------- | ----------------- |
| "Whoz That Girl"                                                                            | 2012  | 36                   | —                    | - COR : Plus de 840 451   | Holla             |
| "I Feel Good"                                                                               | 2012  | 56                   | —                    | - COR : Plus de 110 280   | Hippity Hop       |
| "Every Night" (매일밤)                                                                      | 2012  | 43                   | —                    | - COR : Plus de 195 162   | Ah Yeah           |
| "Up & Down" (위아래)                                                                        | 2014  | 1                    | —                    | - COR : Plus de 1 643 941 | Ah Yeah           |
| "Ah Yeah" (아예)                                                                            | 2015  | 2                    | 6                    | - COR : Plus de 1 057 024 | Ah Yeah           |
| "Hot Pink" (핫핑크)                                                                         | 2015  | 4                    | 9                    | - COR : Plus de 852 658   | Street            |
| "L.I.E" (엘라이)                                                                            | 2016  | 7                    | 16                   | - COR : Plus de 482 298   | Street            |
| "Night rather than day" (낮보다는 밤)                                                       | 2017  | 9                    | —                    | —                         | Eclipse           |
| "DDD" (덜덜덜)                                                                              | 2017  | 9                    | 6                    | —                         | Full Moon         |
| "Dreamer" (꿈에)                                                                            | 2018  | —                    | —                    | —                         | Re:flower Project |
| "Don't Want a Drive" (데려다 줄래)                                                          | 2018  | —                    | —                    | —                         | Re:flower Project |
| "Lady" (내일해)                                                                             | 2018  | 32                   | 37                   | —                         | Lady              |
| "How Why"                                                                                   | 2018  | —                    | —                    | —                         | Re:flower Project |
| "A Sul Hae" (아슬해)                                                                        | 2018  | —                    | —                    | —                         | Re:flower Project |
| "Better Together (Remastered 2018)"                                                         | 2018  | —                    | —                    | —                         | Re:flower Project |
| "I Love You" (알러뷰)                                                                       | 2018  | 29                   | 21                   | —                         |                   |
| "Me&You"                                                                                    | 2019  | 90                   | 68                   | —                         | We                |
| "Trouble"                                                                                   | 2019  | —                    | —                    | —                         | Trouble           |
| "Bad Girl for You"                                                                          | 2019  | —                    | —                    | —                         | B.L.E.S.S.E.D.    |
| "Fire" (불이나)                                                                             | 2022  | —                    | —                    | —                         | X                 |
| "—" montre qu'aucun classement n'a été atteint ou que ce n'est pas sorti dans cette région. |       |                      |                      |                           |                   |

### Sous-groupe
Hani et Solji ont formé un sous-groupe en 2013 nommé Dasoni, elles ont changé le nom du groupe en 2016 pour SoljiHani. Elles ont sorti trois singles, deux en tant que Dasoni et un en tant que SoljiHani.
| Titre                           | Année | Meilleures position | Ventes                 | Album                              |
| Titre                           | Année | COR                 | Ventes                 | Album                              |
| ------------------------------- | ----- | ------------------- | ---------------------- | ---------------------------------- |
| "Good Bye"                      | 2013  | 71                  | - COR : Plus de 63 662 | Pas de sortie d'album              |
| "Said So Often" (Stage version) | 2013  | 188                 |                        | Stage of the 70's (Single digital) |
| "Only One"                      | 2016  | 24                  | COR : Plus de 157 553  | Street                             |

## Concerts
- 2016 : EXID's Leggo Show "Thank You"
- 2019 : EXID's tour 2019/2020

## Récompenses et nominations

### Golden Disk Awards
| Année | Catégorie       | Travail nommé | Résultat |
| ----- | --------------- | ------------- | -------- |
| 2016  | Digital Bonsang | EXID          | Lauréat  |

### Gaon Chart K-Pop Awards
| Année | Catégorie                    | Travail nommé | Résultat |
| ----- | ---------------------------- | ------------- | -------- |
| 2015  | Discovery of the Year - 2014 | EXID          | Lauréat  |

### Seoul Music Awards
| Année | Catégorie                     | Travail nommé | Résultat   |
| ----- | ----------------------------- | ------------- | ---------- |
| 2016  | Bonsang                       | EXID          | Lauréat    |
| 2016  | High1/Mobile Popularity Award | EXID          | Nomination |
| 2016  | Hallyu Special Award          | EXID          | Nomination |

### MelOn Music Awards
| Année | Catégorie              | Travail nommé | Résultat   |
| ----- | ---------------------- | ------------- | ---------- |
| 2015  | MBC Music Star Award   | EXID          | Lauréat    |
| 2015  | Top 10 Artist Award    | Nomination    |            |
| 2015  | Best Female Dance Song | "Ah Yeah"     | Nomination |
| 2015  | Song Of The Year       | "Ah Yeah"     | Nomination |

### Mnet Asian Music Awards
| Année | Catégorie                           | Travail nommé | Résultat   |
| ----- | ----------------------------------- | ------------- | ---------- |
| 2015  | Best Dance Performance Female Group | "Ah Yeah"     | Nomination |
| 2015  | Song of the Year                    | "Ah Yeah"     | Nomination |

### MBC MusicShow ChampionAwards
| Année | Catégorie                   | Travail nommé | Résultat |
| ----- | --------------------------- | ------------- | -------- |
| 2015  | Best Champion Songs of 2015 | "Ah Yeah"     | Lauréat  |
| 2015  | Best Performance - Female   | "Hot Pink"    | Lauréat  |

### Korean Culture and Entertainment Awards
| Année | Catégorie    | Travail nommé | Résultat |
| ----- | ------------ | ------------- | -------- |
| 2012  | Rookie Award | EXID          | Lauréat  |

### Arirang's Simply K-Pop Awards
| Année | Catégorie                     | Travail nommé | Résultat |
| ----- | ----------------------------- | ------------- | -------- |
| 2012  | Super Rookie Idol of the Year | EXID          | Lauréat  |

### Cable TV Broadcast Awards
| Année | Catégorie    | Travail nommé | Résultat |
| ----- | ------------ | ------------- | -------- |
| 2015  | Star Award's | EXID          | Lauréat  |

### M! Countdown
| Année | Date       | Chanson     |
| ----- | ---------- | ----------- |
| 2015  | 8 janvier  | "Up & Down" |
| 2015  | 15 janvier | "Up & Down" |

### Music Bank
| Année | Date       | Chanson     |
| ----- | ---------- | ----------- |
| 2015  | 9 janvier  | "Up & Down" |
| 2015  | 16 janvier | "Up & Down" |

### Inkigayo
| Année | Date       | Chanson     |
| ----- | ---------- | ----------- |
| 2015  | 11 janvier | "Up & Down" |
| 2015  | 26 avril   | "Ah Yeah"   |
| 2015  | 3 mai      | "Ah Yeah"   |
| 2015  | 6 décembre | "Hot Pink"  |
| 2016  | 12 juin    | "L.I.E"     |

### The Show
| Année | Date       | Chanson     |
| ----- | ---------- | ----------- |
| 2015  | 13 janvier | "Up & Down" |
| 2015  | 21 avril   | "Ah Yeah"   |
| 2016  | 14 juin    | "L.I.E"     |
| 2016  | 5 juillet  | "L.I.E"     |

### Show Champion
| Année | Date        | Chanson    |
| ----- | ----------- | ---------- |
| 2015  | 29 avril    | "Ah Yeah"  |
| 2015  | 6 mai       | "Ah Yeah"  |
| 2015  | 25 novembre | "Hot Pink" |
| 2016  | 8 juin      | "L.I.E"    |